# Virgil Grissom

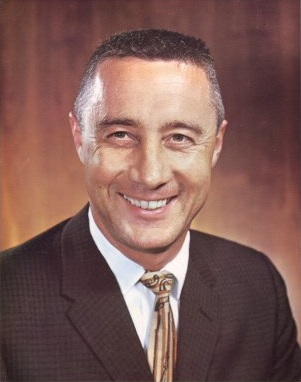
Virgil I. Grissom

Virgil (Gus) Ivan Grissom (Mitchell (Indiana), 3 april 1926 – Cape Canaveral, 27 januari 1967) vloog aan boord van de Mercury MR-4 als tweede Amerikaan in de ruimte, en was gezagvoerder tijdens de vlucht van Gemini 3. Hij kwam om tijdens de Apollo 1-brand.

## Biografie
Grissom werd geboren in Mitchell, Indiana, Verenigde Staten. In 1950 behaalde hij een Bachelor of Science-graad in werktuigbouwkunde aan de Purdue University. Hij ging in dienst bij de Amerikaanse luchtmacht waar hij in 1951 zijn vliegbrevet ontving en vloog 100 gevechtsmissies op de F-86 Sabre in de Koreaoorlog. Daarna was hij enige tijd vlieginstructeur. Hij studeerde luchtvaarttechniek aan het Air Force Institute of Technology, en ging vervolgens naar de Air Force Test Pilot School op Edwards Air Force Base in Californië. Vanaf 1957 was hij testpiloot op Wright-Patterson Air Force Base in Ohio. Grissom had 4600 uur vliegervaring, waarvan 3500 in straalvliegtuigen.

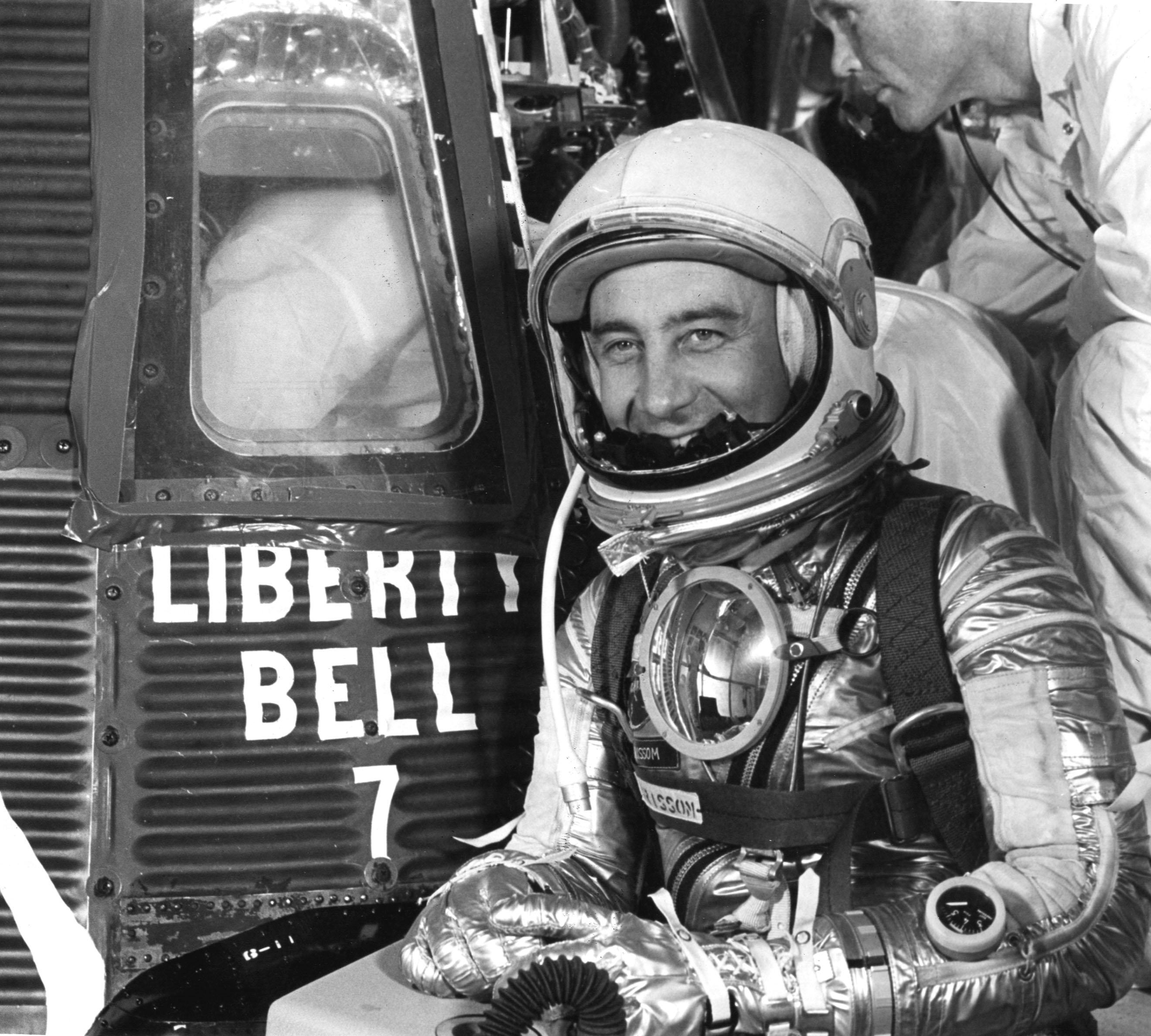
Grissom en de Liberty Bell 7

Op 2 april 1959 werd hij samen met zes andere testpiloten door NASA geselecteerd voor de Mercury Seven, de ruimtevaarders die de eerste Amerikaanse bemande ruimtevluchten moesten uitvoeren in het kader van het Mercuryprogramma.
Grissom was geselecteerd als reservebemanning voor de eerste bemande Mercury-ruimtevlucht, de Mercury MR-3.
Hij werd voor het eerst gelanceerd op 21 juli 1961 aan boord van de Mercury MR-4 (Liberty Bell 7), de tweede bemande ruimtevlucht in het kader van het Amerikaanse Mercury-project. Tijdens deze vlucht werd Grissom de tweede Amerikaan in de ruimte. Evenals Mercury MR-3 was het een korte, zogenaamde ballistische vlucht, maar daarbij werd wel een hoogte van meer dan 100 km bereikt (namelijk 190 km), dus het geldt als een officiële ruimtevlucht. Hij landde na een vlucht van 15 minuten en 37 seconden in de Atlantische oceaan, op 487 km gemeten vanaf het punt van lancering. De hoogste snelheid tijdens deze vlucht was 8335 km/h.
Na de landing in de Atlantische oceaan werd het luik van de capsule met behulp van zogenaamde explosieve bouten weggeblazen. Dit gebeurde echter voortijdig. De capsule liep vol met zeewater en zonk. Grissom verliet op tijd de capsule en werd gered. Hij beweerde dat de explosieve bouten te vroeg waren afgegaan. Technici trokken dat echter in twijfel, en in het officiële rapport kwam te staan dat Grissom zelf verantwoordelijk was voor het verlies van de capsule. Technisch onderzoek heeft later echter uitgewezen dat dit niet waarschijnlijk was.
Enkele jaren later zou een luik dat juist te laat openging, er mede toe leiden dat Grissom en twee andere bemanningsleden stierven tijdens de brand in de capsule van de Apollo 1. Het luik van de Apollo 1-capsule was niet uitgerust met springbouten - na het technische rapport dat Grissom beschuldigde, waren deze bouten namelijk uit de ruimtecapsules verwijderd.
Grissom werd geselecteerd voor een tweede Mercury-vlucht (Mercury MA-11), maar deze ging niet door.
Hij werd voor de tweede keer gelanceerd op 23 maart 1965, als gezagvoerder aan boord van de Gemini 3, de eerste bemande vlucht in het kader van het Geminiprogramma. Zijn metgezel was John Young, die later onder andere op de maan zou landen en gezagvoerder zou zijn van Spaceshuttle Columbia tijdens de eerste vlucht van het Amerikaanse Space Shuttleprogramma. Na drie omwentelingen rond de aarde landde de Gemini 3 in de Atlantische oceaan.
Grissom werd geselecteerd als reservegezagvoerder voor ruimtevlucht Gemini 6A.

## Apollo 1
Hij zou ook gezagvoerder zijn tijdens de Apollo 1-vlucht, de eerste bemande ruimtevlucht in het kader van het Apollo-programma. Grissom kwam echter op 27 januari 1967 om het leven, evenals astronauten Edward White en Roger Chaffee, toen de cabine van de Apollo 1 in brand vloog tijdens een test op NASA's lanceerplatform 34 op het Cape Canaveral Air Force Station. Overigens was Apollo 204 de oorspronkelijke aanduiding van deze vlucht. Op verzoek van Grissom's weduwe werd deze hernoemd tot Apollo 1. NASA zou na deze ramp de aanduiding Apollo 2 en Apollo 3 nooit gebruiken.
De Apollo 1 zou niet op de maan landen, maar een testvlucht rond de aarde uitvoeren. Als Grissom langer had geleefd, was de kans echter groot geweest dat hij, en niet Neil Armstrong, tijdens de Apollo 11-vlucht de eerste mens op de maan zou zijn geworden. Het bestuur van NASA wilde namelijk een van de oorspronkelijke Mercury Seven-astronauten deze eer gunnen.
Grissom overleed op 40-jarige leeftijd. Hij werd evenals Chaffee met militaire eer begraven op het Arlington National Cemetery, White op West Point. Hij liet een vrouw en twee kinderen na.

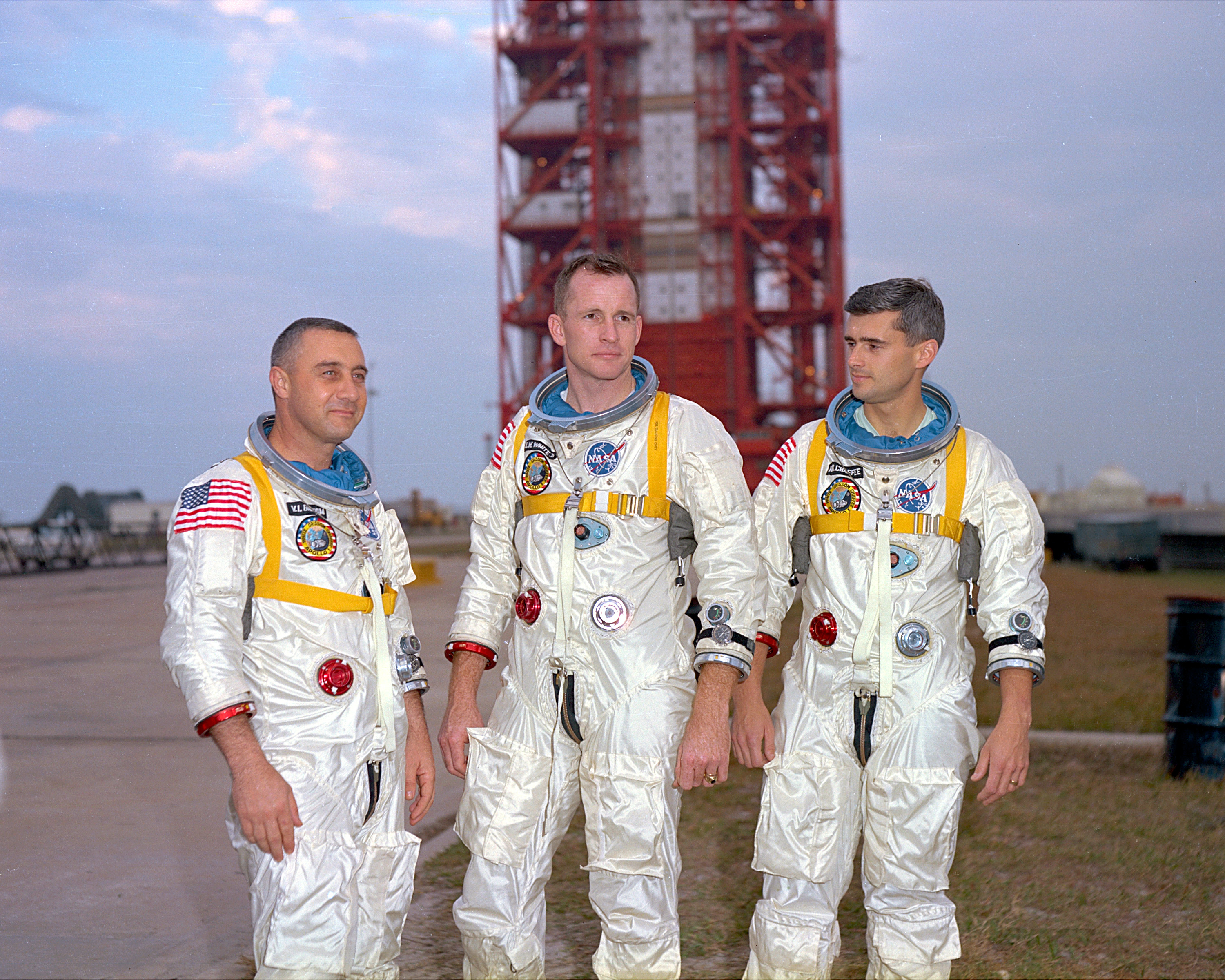
Grissom, White en Chaffee, tien dagen voor hun dood